# Павлівський ландшафтний заказник
Ландшафтний заказник «Па́влівський» — об'єкт природно-заповідного фонду Харківської області, ландшафтний заказник місцевого значення.
Розташований біля сіл Павлівка Берестинського району та Верхня Орілька Лозівського району.
Загальна площа — 108,5 га.
Заказник утворений рішенням Харківської обласної ради від 30 жовтня 2001 року.
На момент створення заказника у 2001 році відповідальним за охорону було підприємство ТОВ «Промінь». У жовтні 2012 року перед Кегичівською районною державною адміністрацією стало питання щодо визначення нового охоронця, оскільки на той час охоронцем заказника було неіснуюче підприємство без правонаступників, тому, відповідно, заходи щодо охорони заказника не вживались. Відбулися зустрічі з Павлівським сільським головою, в ході яких з'ясовувалося питання щодо можливості взяття охоронного зобов'язання сільською радою, оскільки в місцевих бюджетах існують спеціальні фонди охорони навколишнього природного середовища, за рахунок яких і могли б проводитися охоронні заходи. У 2012 році це питання залишилось невирішеним.

## Опис
Заказник утворений на правому березі річки Оріль біля околиці села Верхня Орілька Лозівського району, але територіально заказник розташований в межах дії Кегичівської селищної громади Берестинського району і знаходиться в 4 км на схід від села Павлівка.
Положення в системі природно-ландшафтного районування — слаборозчленовані рівнини з чорноземами звичайними середньогумусними глибокими.
Ґрунти — лучні чорноземи, лучні та солонці.
Розподіл площі земель заказника за їх категоріями:
- сіножаті — 63,2 га;
- пасовища — 42,2 га;
- болота — 3,1 га.

Об'єкт збереження — типова структура ландшафту долини річки Оріль. На території заказника переважають цілинні ділянки справжніх та чагарникових степів, де представлені фрагменти рідкісних реліктових рослинних угруповань, занесених до Зеленої книги України. Значні площі займають унікальні угруповання, де домінують рідкісні рослини.

### Флора
Серед понад 300 видів рослин, що зберігаються у заказнику, є рідкісні та зникаючі види, які занесені до Червоної книги України та Червоного списку Харківської області.
Види, що занесені до Червоної книги України: сон лучний, ковила волосиста, ковила Лессінга, ковила пірчаста, тюльпан дібровний.
Рідкісні рослинні угрупування, що занесені до Зеленої книги України — формації ковили Лессінга та ковили волосистої.
Види рослин, що занесені до Червоного списку Харківської області: горицвіт весняний, горицвіт волзький, белевалія сарматська (Bellevalia sarmatica), ломиніс цілолистий, гіацинтик бліднуватий (Hyacinthella leucophaea), півники карликові, рогіз Ляксманна (Typha laxmannii), валеріана російська (Valeriana rossica), вероніка сива, барвінок трав'янистий.
В заказнику зберігаються цінні лікарські рослини: алтея лікарська, деревій майже звичайний (Achillea submillefolium), звіробій звичайний, підбіл звичайний (мати-й-мачуха), парило звичайне, подорожник ланцетолистий, подорожник великий, суниці зелені, цмин пісковий, чебрець Маршаллів, шипшина щитконосна, щавель кінський.

### Фауна
Фауна заказника налічує близько 140 видів тварин.
До ентомофауни заказника належать рідкісні види комах, що занесені до Червоної книги України: джміль глинистий, вусач-коренеїд хрестоносець, стафілін волохатий, мелітурга булавовуса, махаон, ксилокопа звичайна.
Види комах заказника, які були у Червоній книзі України, але вилучені з неї у 2009 році, бо їх популяції були відновлені до безпечного рівня: сколія степова (Scolia hirta), рофітоїдес сірий (Rhophitoides canus), синявець Мелеагр.
У заказнику можна знайти  богомола звичайного, що занесений до Червоного списку тварин Харківської області.
До орнітофауни заказника належать рідкісні види птахів, що занесені до Червоної книги України: журавель сірий, та до Червоного списку тварин Харківської області: бугай, лелека білий.

## Заповідний режим
Заказник створений з метою збереження та охорони умов відтворення багатої флори, в якій переважають цілинні ділянки справжніх та чагарникових степів та заплавні луки.
Завданнями заказника є:
- збереження в природному стані цінної ділянки з унікальними угрупуваннями, де домінують рідкісні рослини;
- підтримка загального екологічного балансу та забезпечення фонового моніторингу навколишнього природного середовища.

На території забороняється:
- проведення будь-якої господарської діяльності, яка може завдати шкоди заповідному об'єкту та порушити екологічну рівновагу;
- самочинна зміна меж, зміна охоронного режиму;
- знищення видового складу рослин, тварин, порушення умов їх існування;
- розорювання земель, будь-яке порушення ґрунтового покриву, видобування корисних копалин, забруднення території;
- геологорозвідувальні, підривні, меліоративні та будь-які інші роботи, що можуть привести до зміни гідрологічного режиму території заказника;
- знищення та пошкодження форм рельєфу та геологічних відслонень, збір зразків гірських порід та мінералів, відбитків викопної флори та фауни;
- знищення та пошкодження окремих дерев, чагарників та трав'янистої рослинності;
- знищення та зміна видового складу рослинності;
- заготівля лікарських рослин та технічної сировини;
- збір рідкісних та занесених до Червоної книги України видів рослин, їх квітів і плодів;
- зберігання на території заказника (та в двокілометровій зоні навкруги) всіх видів пестицидів та агрохімікатів;
- внесення в ґрунт мінеральних добрив;
- знищення та вилов всіх видів тварин, розорення гнізд, нір, інших видів сховищ та жител;
- будь-яке порушення природного стану водойм, що входять до складу заказника, порушення режиму водоохоронних та прибережних смуг;
- організація місць відпочинку, розведення вогнищ;
- відвідування території заказника в період розмноження тварин і вигодівлі молоді (з травня до липня);
- прохід та проїзд автотранспорту через територію заказника поза межами доріг, стежок;
- надання земельних ділянок під забудову;
- інші види робіт, що можуть привести до порушення природних зв'язків та природних процесів, втрати наукової, господарської, естетичної цінності природного комплексу заказника.

Дозволяється на території заказника:
- систематичні спостереження за станом природного комплексу;
- проведення комплексних досліджень;
- проведення екологічної освітньо-виховної роботи.

Всі види природокористування на території заказника здійснюються за дозволами Державного управління екології та природних ресурсів в Харківській області.